# Silvio Vittorio Giampietro
Silvio Vittorio Giampietro (Torre de' Passeri, 13 maggio 1967) è un ex calciatore italiano, di ruolo difensore.

## Carriera
Dopo aver militato in varie squadre professionistiche, è arrivato ai suoi livelli più alti giocando in Serie A nel Padova nella stagione 1995-1996, in cui disputò 29 gare segnando una rete.
Ha giocato anche in Serie B con Catanzaro, Fidelis Andria, Genoa, Pescara, Palermo.

## Palmarès

### Club

#### Competizioni nazionali
- Serie C1: 1

Palermo: 2000-2001